# Japanische Besetzung Hongkongs
Die japanische Besetzung Hongkongs (chinesisch 香港日佔時期 / 香港日占时期, Pinyin Xiānggǎng rìzhàn shíqī, Jyutping Hoeng1gong2 jat6zim3 si4kei4) im Zweiten Weltkrieg begann mit der Kapitulation der britischen und kanadischen Truppen, die Hongkong 18 Tage lang gegen die angreifende Kaiserlich Japanische Armee verteidigt hatten. Am 25. Dezember 1941 übergab der Gouverneur der Kronkolonie, Sir Mark Young, Hongkong dem Kaiserreich Japan. Die folgende Besetzung wurde von vielen Überlebenden und Zeitzeugen später nur entsprechend ihrer Dauer umgangssprachlich als die „Drei Jahre und acht Monate“ (三年零八個月) bezeichnet.

## Hintergrund zur Schlacht um Hongkong

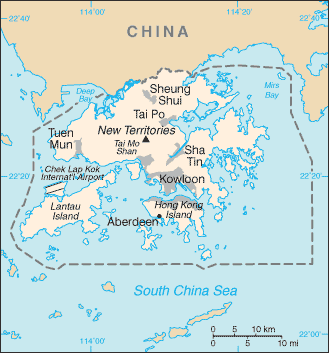
Karte Hongkongs

Im Herbst 1941 hatten die vom Deutschen Reich eroberten Gebiete ihre größte Ausdehnung erreicht: Weite Teile Westeuropas standen unter deutscher Besetzung, die Wehrmacht war im Krieg gegen die Sowjetunion bis vor Leningrad, Moskau und bis zum Don vorgerückt und die deutsche Luftwaffe war trotz der verlorenen Luftschlacht um England noch handlungsfähig.
Nach den Anfangserfolgen der Kaiserlichen Armee im Krieg gegen China hatte sich eine Pattsituation eingestellt. Seit dem Angriff auf Pearl Harbor am 7. Dezember 1941 befand sich Japan auch im Krieg gegen die USA und die Westalliierten (Pazifikkrieg). Weniger als acht Stunden später begann am 8. Dezember gegen 8 Uhr morgens Hongkonger Ortszeit mit dem Angriff der 38. Division der Kaiserlichen Armee mit etwa 50.000 Mann unter Generalleutnant Sakai Takashi die Schlacht um Hongkong. Die rund 15.000 Verteidiger gehörten zu Einheiten des britischen Heeres, der Canadian Active Service Force, der British Indian Army, der Royal Air Force und dem aus Freiwilligen zusammengestellten Royal Hong Kong Regiment, sie wurden von Generalmajor Christopher Michael Maltby kommandiert. Eine wichtige Verteidigungsstellung war die Gin-Drinkers-Linie.
Nachdem die japanischen Truppen die New Territories und Kowloon überrannt hatten, überschritten sie am 18. Dezember Victoria Harbour und eröffneten damit den Kampf um Hong Kong Island. Nach heftigen Kämpfen um den einzigen Frischwasservorrat und eine letzte Verteidigungsstellung an der Wong Nai Chong Gap erfolgte am 25. Dezember die Kapitulation. Beamte der Kolonialverwaltung, angeführt von Gouverneur Sir Mark Aitchison Young, vollzogen sie persönlich im dritten Stockwerk des Peninsula Hotels in Kowloon. Am 20. Februar 1942 begann mit der Ernennung von Isogai Rensuke zum ersten japanischen Gouverneur Hongkongs die fast vierjährige Besatzungsverwaltung.

## Politik

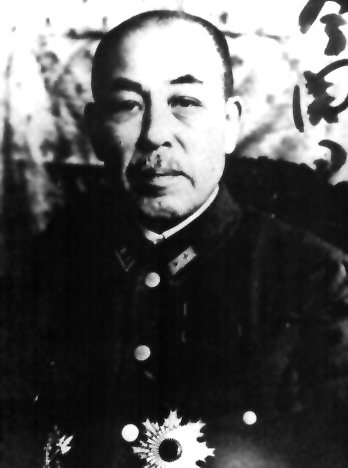
Isogai Rensuke, 1942–1945 Gouverneur der Besatzungsverwaltung

Während der gesamten japanischen Besatzungszeit stand Hongkong unter Kriegsrecht. General Isogai Rensuke leitete den Aufbau der Verwaltung von einem Kommandoposten im Peninsula Hotel. Die Militärverwaltung gliederte sich in Abteilungen für Politik, zivile Angelegenheiten, Wirtschaft, Justiz und Marine. Sie erließ strenge Anordnungen und errichtete Exekutivbüros, um umfassende Kontrolle über alle Bewohner Hongkongs auszuüben. Neben Gouverneur Young wurden 7000 britische Soldaten und Zivilisten in Kriegsgefangenen- und Internierungslagern festgehalten, in denen Unterernährung und Krankheiten die Regel waren. Schwere Fälle von Unterernährung wurden zum Beispiel 1945 bei den Insassen des Lagers von Stanley festgestellt. Die japanische Militärregierung übte Kontrolle über die Lagerhäuser der Stadt aus und blockierte Victoria Harbour.
Anfang Januar 1942 wurden ehemalige Angehörige der Hongkonger Polizei, darunter auch Inder und Chinesen, für die japanische Militärpolizei, die Kempeitai, rekrutiert. Die übernahm alle Polizeiwachen und unterteilte Hongkong in fünf Polizeibezirke: Ost-Hongkong, West-Hongkong, Kowloon, New Territories und Küstenpolizei. Das Hauptquartier der Polizei wurde im ehemaligen Gebäude des Obersten Gerichtshofs errichtet.
Mit dem Amtsantritt des japanischen Gouverneurs Isogai begann eine systematische Neubesetzung der Verwaltung. Japanische Beamte, die weisungsabhängig von Tokyo waren, übernahmen alle wichtigen Posten im Büro des Gouverneurs und seinen Abteilungen, Chinesen konnten nur niedere und mittlere Posten einnehmen. Administrativ unterteilten die Japaner Hongkong Island in zwölf Bezirke, Kowloon in sechs.

## Wirtschaft

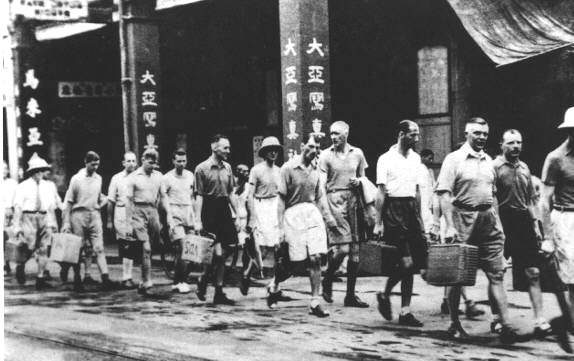
Westliche Bankangestellte nach der Verhaftung durch die japanische Armee

Alle wirtschaftlichen Aktivitäten wurden streng überwacht und die Mehrheit der Industriebetriebe fiel unter direkte japanische Kontrolle. Der Hongkong-Dollar wurde verboten und sein Besitz mit Folter bestraft. Alle Banken und Geschäfte verloren ihre Vermögen. Stattdessen führten die Besatzer japanisches Militärgeld (軍用手票, kurz 軍票, englisch military yen – „Militäryen“ jap. Gun’yō Shuhyō, kurz gunpyō) durch einen Zwangsumtausch ein. Die dadurch gewonnenen Hongkong-Dollar wurden zur Finanzierung der Kriegswirtschaft verwendet. Das neue Militärgeld wurde im Juni 1943 einziges amtlich gültiges Zahlungsmittel. Wegen seiner zunehmenden Entwertung stiegen die Preise rasant, bis das Militärgeld praktisch wertlos wurde.
Angesichts der Treibstoffknappheit und zunehmender Luftangriffen der USAAF wurden die Verkehrs- und Versorgungseinrichtungen der Stadt zunehmend unbrauchbar. Zehntausende Einwohner wurden obdachlos, viele von ihnen wurden von den Japanern für Schiffbau und Bauprojekte rekrutiert. Die Rennbahn von Fanling und der Flugplatz in Kam Tin wurden zu experimentellem Reisanbau genutzt. Um zusätzliche Flächen zu gewinnen, erwogen die Japaner auch ein Landgewinnungsprojekt im Hafen von Tai Po Hoi.
Um den japanischen Einfluss auf die Wirtschaft Hongkongs zu erhöhen, wurden zwei Banken, die Yokohama Specie Bank und die Bank of Taiwan, wiedereröffnet, während die übrigen Banken von den Japanern liquidiert wurden. Britische, amerikanische und niederländische Bankangestellte wurden in einem kleinen Hotel einquartiert, einige wurden als Feinde Japans exekutiert. Ab Mai 1942 wurde die Ansiedlung japanischer Unternehmen gefördert. Im Oktober 1942 wurde ein Kartell japanischer Firmen errichtet, das den gesamten Überseehandel kontrollieren sollte.

## Umsiedlung, öffentlicher Dienst und Gesundheitswesen

### Nahrungsmittelknappheit und Umsiedlungen

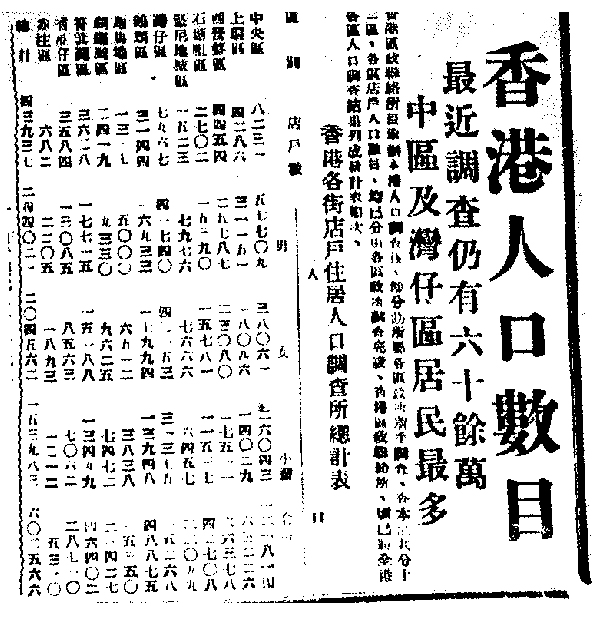
Rückgang der Einwohnerzahl nach „Repatriierungen“

Während der gesamten Besatzungszeit betrieben die Japaner eine „Repatriierungspolitik“, Zwangsumsiedlungen insbesondere von arbeitslosen Hongkongern auf das chinesische Festland, um dem chronischen Nahrungsmangel entgegenzuwirken und die Stadt vor einem möglichen alliierten Gegenangriff zu entvölkern. Die Einwohnerzahl nahm bis 1945 von 1,6 Millionen auf 600.000 ab. Die Besatzer nutzten staatliche und private Einrichtungen ohne Rücksicht auf zivilen Bedarf für ihre Zwecke. Für die Erweiterung des Flughafens Kai Tak wurden zum Beispiel die historische Stätte des Sung-Wong-Toi-Denkmals (Song Bing) und Teile der Kowloon Walled City zerstört. Einige renommierte weiterführende Schulen wurden zu Militärlazaretten umfunktioniert, darunter die Jesuitenschule Wah Yan College, die Diocesan Boys’ School, die Central British School (heute: King George V School), das anglikanische St. Paul’s Girls’ College und das La Salle College.
Viele Bewohner Hongkongs hatten nicht genug zu essen, und es gab viele Todesfälle durch Unterernährung. Wegen der Lebensmittelknappheit wurden Grundnahrungsmittel von den japanischen Behörden rationiert. Den Familien standen pro Person und Tag 6,4 Tael (0,24 kg) Reis gegen Lebensmittelkarten zu. Das Rationierungssystem wurde 1944 aufgegeben.

### Wohltätige Organisationen
Unter der japanischen Besatzung wurden wohltätige Aktivitäten stark eingeschränkt. Zwar wurde ein Stiftungsfonds zur Sammlung von mildtätigen Spenden errichtet, die Mittel wurden jedoch an die japanische Regierung weitergeleitet und nicht für die Hongkonger Bevölkerung verwendet. Erst nach einem Appell durch den Bischof und die Chinese Representatives’ Association versprach Gouverneur Isogai im September 1942 Unterstützung durch Regierungsseite, allerdings unter der Bedingung, dass alle gesammelten Mittel durch den neu geschaffenen Far East Foundation Fund zuerst an seine Verwaltung übergeben würden.
Die Organisation Po Leung Kuk spielte eine wichtige Rolle bei der Versorgung von Waisen. Wegen der japanischen Besetzung konnte sie nicht auf ihre Konten zugreifen und hatte mit finanziellen Engpässen zu kämpfen. Nur durch die Spenden von Aw Boon Haw, einem langjährigen Förderer der Po Leung Kuk, konnte sie ihre Arbeit fortsetzen.

### Krankenhäuser und Gesundheitswesen
Während der Besetzung war der Zugang zu Krankenhäusern für die meisten Menschen stark eingeschränkt. Das Kowloon Hospital und das Queen Mary Hospital wurden ebenso wie das Tung Wah Eastern Hospital von den Japanern als Militärspitäler genutzt.
Trotz des Mangels an Medikamenten und Geldmitteln setzten die zur Tung-Wah-Gruppe gehörenden Krankenhäuser wie das Tung Wah Hospital und das Kwong Wah Hospital ihren Dienst für die Öffentlichkeit eingeschränkt fort. Sie gaben Nahrung, Medikamente und Kleidung an Bedürftige aus und organisierten Beerdigungen. Obwohl sie staatliche Mittel erhielten, hatten sie große finanzielle Schwierigkeiten; sie mussten auf Benefizveranstaltungen wie Musik- und Theateraufführungen Geld sammeln.

## Schulen, Presse und Propaganda
Durch die Schulen, die Massenmedien und andere Mittel der Propaganda versuchten die Japaner Kontrolle über die öffentliche Meinung in Hongkong zu erlangen und so ihr Besatzungsregime zu stärken. Die Japanisierung verschiedener Bereiche des täglichen Lebens, die auch in anderen Kolonien und besetzen Gebieten Japans eingesetzt wurde, diente dazu, die einheimische Kultur zu verdrängen und die Überlegenheit Japans zu demonstrieren.

### Schulen und Bildungssystem
Nach japanischer Überzeugung war die Bildung ein zentrales Mittel zur Stärkung des japanischen Einflusses. Japanischer Sprachunterricht wurde Pflicht, und Schülern mit schlechten Prüfungsergebnissen in Japanisch drohten körperliche Strafen. Neueingerichtete private Sprachschulen sollten den mündlichen Gebrauch des Japanischen fördern. Englisch durfte nicht mehr unterrichtet werden. Die Militärverwaltung kontrollierte auch die Lehrerausbildung und verlangte von allen einen Japanisch-Test; wer den Test nicht bestand, musste an einem dreimonatigen Kurs teilnehmen. Außerdem sollten japanische Kultur, Wertvorstellungen und Gebräuche in die Erziehung eingeführt werden. Diese Japanisierungspolitik sollte die Menschen antreiben, Japanisch zu lernen, die Kontrolle über die Bevölkerung erhöhen und so die Errichtung der großostasiatischen Wohlstandssphäre erleichtern.

### Propaganda
Die japanischen Besatzungstruppen benutzten ein zweisprachiges System aus Englisch und Japanisch, um mit der Bevölkerung zu kommunizieren. Englische Schilder und Werbung an den Geschäften wurden entfernt, und im April 1942 erhielten alle Straßen und Gebäude im Bezirk Central japanische Namen; die Queen’s Road wurde zum Shōwa-dōri, die Des Voeux Road zum Meiji-dōri; das Peninsula Hotel hieß nun Matsumoto und das Kaufhaus Lane Crawford Matsuzakaya.
Ziel der japanischen Propaganda war auch, die Überlegenheit von japanischer Lebensweise und Werten über den westlichen Materialismus herauszustellen. Die Pflege japanischer Rituale anlässlich von Festen, Staatsanlässen, Feiertagen und militärischen Siegen sollte den japanischen Einfluss in Hongkong stärken. Beispielsweise wurden ein Yasukuni-Fest zur Ehrung der Kriegstoten und am 11. Februar ein „Tag des Kaiserreichs“ zur Verehrung von Kaiser Jimmu begangen. Auch neu erbaute Schreine und ein Denkmal sollten die japanischen Kriegshelden ehren.

### Presse und Unterhaltung
Die Hong Kong News, eine japanische Zeitung der Vorkriegszeit, wurde ab Januar 1942 wieder veröffentlicht. Von den zehn chinesischen Zeitungen waren im Mai nur noch fünf übrig, die zensiert wurden. Radioempfänger wurden zur Verbreitung japanischer Propaganda eingesetzt. Unterhaltungseinrichtungen existierten weiter, waren aber nur für Wohlhabendere zugänglich. Pferderennen fanden weiterhin statt. In den Kinos wurden nur noch japanische Filme gezeigt, darunter auch „Die Schlacht von Hongkong: Der Tag, als England erschüttert wurde“ (香港攻略　英国崩るゝの日 Honkon Kōryaku Eikoku Kuzururu no Hi), der einzige Film, der während der japanischen Besetzung in Hong Kong entstand. Der Film wurde unter der Regie von Tanaka Shigeo von der Dai-Nippon Filmgesellschaft produziert und hatte eine rein japanische Besetzung. Nur wenige Hongkonger Mitarbeiter waren an der Produktion beteiligt. Der Film erschien anlässlich des ersten Jahrestages des japanischen Angriffs.

## Widerstand
In den 1930er Jahren hatte es angesichts der aggressiven japanischen Expansionspolitik bereits eine Belebung des chinesischen Nationalbewusstseins gegeben. Viele Gewerkschaften formierten sich neu. Der Patriotismus äußerte sich in anti-japanischen Streiks und Warenboykotts. Mit dem Beginn der japanischen Besetzung Hongkongs verlagerten sich diese anti-japanischen Aktivitäten in den Untergrund.

### Gangjiu-Da-Dui-Guerilleros
Im Januar 1942 gründeten Kommunisten die Guangdong-Renmin-Kangri-Guerillabewegung, um anti-japanische Kräfte in den Deltas von Perlfluss und Ostfluss (Dong Jiang) zu stärken. Deren dritte und fünfte Abteilung wurden nach Hongkong verlegt und als Hongkong-Kowloon-Brigade (港九大隊 Gangjiu da dui) bekannt. Unter der Führung von Wong Kwun Fong und Lau Hak Tsai arbeitete sie im Untergrund gegen das japanische Militär. Als sie ihre Aktivitäten im April 1942 auf Lantau Island ausdehnten, verbesserten sich die Kommunikationsmöglichkeiten der Guerillatruppe mit Macau und Guangzhou. Die Gangjiu da dui half dabei, Informationen über japanische Kriegspläne für Südchina, Taiwan und Südostasien zu sammeln, und spielte eine zentrale Rolle bei der Rettung von Briten und anderen ausländischen Unterstützern der Alliierten.

### Dongjiang-Guerilleros
Die Dongjiang-Guerilleros (東江游擊隊) waren eine militärische Widerstandsgruppe, die 1939 von Zeng Sheng ursprünglich in Guangdong gegründet worden war und hauptsächlich aus Bauern, Studenten und Matrosen bestand. Als der Krieg 1941 Hongkong erreichte, wuchs die Gruppe von 200 auf über 6000 Mitglieder an. Während des britischen Rückzuges sammelten die Mitglieder zurückgelassene Waffen ein und errichteten Stützpunkte in Kowloon und den New Territories. Mit klassischen Methoden des Guerillakrieges töteten sie chinesische Kollaborateure und griffen das Polizeirevier von Tai Po sowie den Flughafen Kai Tak an. Sie befreiten auch eine Reihe von Kriegsgefangenen, darunter Sir Lindsay Tasman Ride, Sir Douglas Clague, Professor Gordan King und David Bosanquet. Der bedeutendste Beitrag der Dongjiang-Guerillatruppe zu den alliierten Kriegsbemühungen war die Rettung von 20 amerikanischen Piloten, die nach ihrem Abschuss mit dem Fallschirm in Kowloon gelandet waren.

### British Army Aid Group
Nach dem Fall Hongkongs wurden alle britischen Armeeangehörigen in Kriegsgefangenenlager auf Hong Kong Island und Kowloon gebracht. Die British Army Aid Group wurde im Juli 1942 auf Initiative von Colonel Lindsay Ride gebildet, der aus seinem Lager entkommen war. Er floh nach Chongqing und gründete die Einheit; das Hauptquartier wurde in Guilin, nahe der südlichen Front eingerichtet. Die Gruppe befreite Kriegsgefangene, schmuggelte Medikamente und andere Versorgungsgüter in die Lager und betrieb Aufklärung für die Alliierten. Dabei patrouillierte die Gruppe oft am Ostfluss, der eine wichtige Süßwasserquelle für Hongkong ist.

## Befreiung

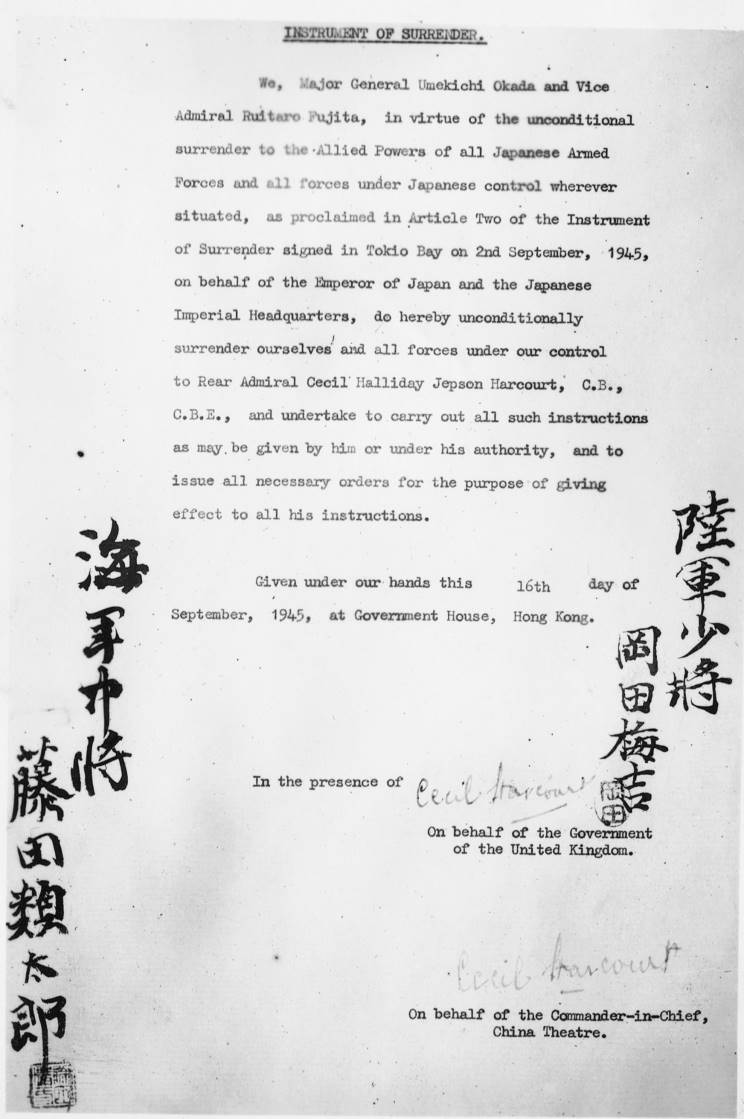
Japanische Kapitulationsurkunde – Signatur: Umekichi Okada – 岡田梅吉, Ruitaro Fujita – 藤田類太郎

### Japanische Kapitulation
Die japanische Besetzung Hongkongs endete 1945. Nach den Atombombenabwürfen auf Hiroshima und Nagasaki kapitulierte Japan am 15. August 1945. Damit wurde auch die britische Souveränität über Hongkong wiederhergestellt.
Der Jahrestag des Sieges im Zweiten Japanisch-Chinesischen Krieg wurde öffentlicher Feiertag in Hongkong, bevor er durch den Tag der Arbeit und später den Nationalfeiertag der Volksrepublik China (1. Oktober) ersetzt wurde.

### Wiederherstellung der britischen Verwaltung
Nach der japanischen Kapitulation stellte sich die Frage nach der politischen Zukunft Hongkongs neu: Einige Jahre zuvor hatte US-Präsident Franklin Roosevelt den Briten vorgeschlagen, die Kronkolonie nach dem Kriegsende der Kuomintang von Chiang Kai-shek zu übergeben, obwohl der britische Pachtvertrag mit China noch eine Restlaufzeit von 51 Jahren hatte. Die Briten arbeiteten jedoch bald daran, ihre Kontrolle über Hongkong wiederherzustellen: Sobald die japanische Kapitulation bekannt wurde, verließ der Kolonialminister Hongkongs Franklin Charles Gimson sein Gefangenenlager und erklärte sich zum kommissarischen Gouverneur. Er stellte eine provisorische Regierung auf, die wenige Tage später eine britische Flotte im Hongkonger Hafen empfing. Deren Kommandeur, der Konteradmiral Cecil Halliday Jepson Harcourt nahm anschließend offiziell die Kapitulation der örtlichen japanischen Truppen entgegen. Harcourt wurde bis 1946 Kopf einer Militärverwaltung in Hongkong.
Isogai wurde 1946 von einem national-chinesischen Kriegsgericht zu lebenslanger Haft verurteilt.
Die Erholung Hongkongs in der Nachkriegszeit ging schnell. Die Bevölkerungszahl erreichte in kürzester Zeit wieder ihr Vorkriegsniveau. Acht Monate nach der japanischen Kapitulation wurde die zivile Verwaltung Hongkongs wiederhergestellt. Im Bruch mit kolonialen Traditionen der Vorkriegszeit wurden Restriktionen für die chinesischen Einwohner bald aufgehoben: Sie durften in allen Bereichen der Verwaltung tätig werden oder Landbesitz in vorher für westliche Ausländer reservierten Gebieten wie dem Victoria Peak erwerben.

## Galerie

Hongkongs Befreiung 1945
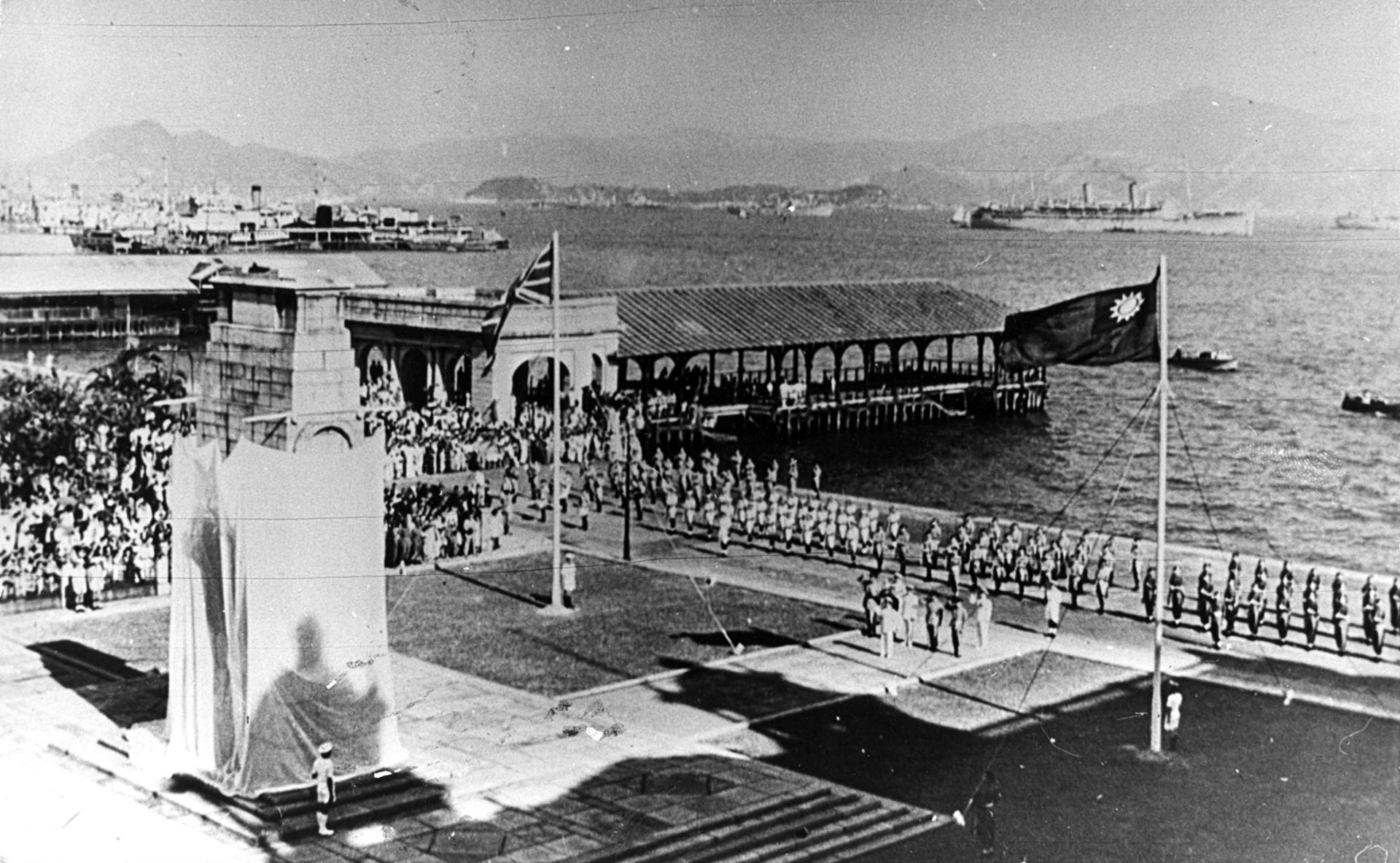
Befreiung Hongkongs 1945 – Kenotaph in Central[Fn. 1]
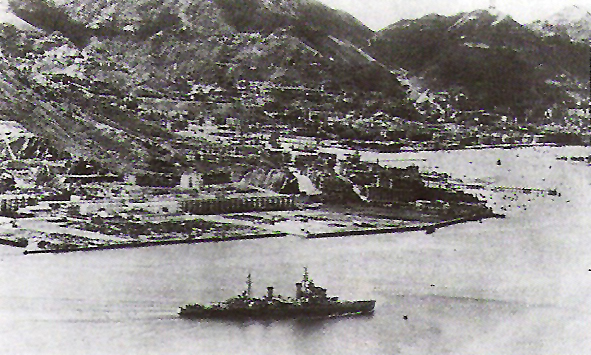
HMS Swiftsure – 30. August 1945, Victoria Harbour[Fn. 2]
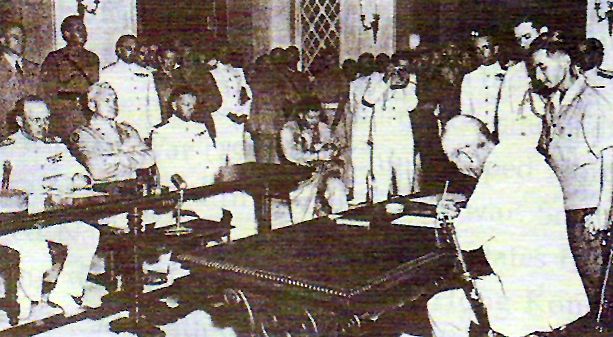
Unterzeichnung der Kapitulation – 15. September 1945, Hongkong[Fn. 3]
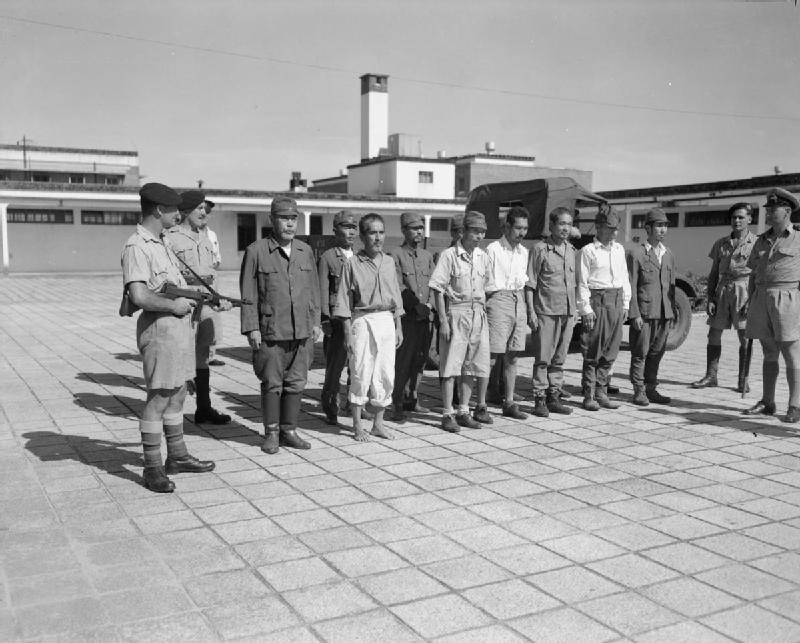
Jap. Kriegsverbrecher, Hongkong[Fn. 4]